# Indicatif régional 345

L'indicatif régional 345 est l'indicatif téléphonique régional des Îles Caïmans.
L'indicatif régional 345 fait partie du Plan de numérotation nord-américain.
Pour un appel à l'intérieur des Îles Caïmans, il suffit de composer les 7 chiffres du numéro de l'abonné. Pour un appel vers les Îles Caïmans en provenance d'un autre endroit du Plan de numérotation nord-américain (par exemple, à partir du Canada ou des États-Unis), il faut composer 1-345 suivi du numéro à 7 chiffres de l'abonné.

## Historique
Cet indicatif a été créé par la scission de l'indicatif régional 809 en ou vers septembre 1996.
Jusqu'en 1995, plusieurs des îles des Caraïbes et de l'Atlantique ont partagé l'indicatif régional 809 à l'intérieur du Plan de numérotation nord-américain. Entre 1995 et 1999, chacune de ces îles a reçu son propre indicatif. Les Îles Caïmans ont reçu l'indicatif 345.